# Vatu
El vatu és la moneda oficial de Vanuatu. El codi ISO 4217 és VUV i normalment s'abreuja Vt. Tradicionalment s'ha subdividit en 100 cèntims (anomenats centimes, mot pres del francès), tot i que a causa del poc valor de la unitat monetària ja fa temps que la fracció no s'utilitza.
El nom de la moneda significa "pedra" en diverses de les llengües de l'arxipèlag, ja que antigament les pedres eren un element important de la societat: símbol de continuïtat i permanència, algunes es creia que tenien propietats màgiques.
Es va adoptar el 1983 en substitució del franc de les Noves Hèbrides en termes paritaris d'1 a 1, alhora que deixava de circular també a Vanuatu el dòlar australià com a moneda de curs legal.
Emès pel Banc de Reserva de Vanuatu (en bislama Riserv Bank blong Vanuatu, en anglès Reserve Bank of Vanuatu, en francès Banque de Réserve de Vanuatu), en circulen monedes d'1, 2, 5, 10, 20, 50 i 100 vatus, i bitllets de 100, 200, 500, 1.000 i 5.000 vatus.

## Taxes de canvi
- 1 EUR = 140,934 VUV (1 de gener del 2007)
- 1 USD = 106,76 VUV (1 de gener del 2007)